# Завойско
Завойско (на македонска литературна норма: Завојско) е бивше село в Северна Македония, на територията на община Маврово и Ростуше.

## География
Селото е било разположено в областта Горна Река, източно от Тануше, на Завойския поток, на завоя на пътя към Жировница.

## История
В края на XIX век Завойско е албанско село в Реканска каза на Османската империя. Според статистиката на Васил Кънчов („Македония. Етнография и статистика“) в 1900 година Зълвайско има 35 жители арнаути християни.
След Междусъюзническата война селото попада в Сърбия.